# Gobulus birdsongi
Gobulus birdsongi és una espècie de peix marí de la família dels gòbids i de l'ordre dels perciformes. És un peix marí, de clima tropical i demersal, del Pacífic oriental central a Panamà. És inofensiu per als humans.